# Манду
Манду́ (만두; 饅頭) — блюдо корейской кухни, напоминающее пельмени и вареники.

## История
Манду — изначально китайское блюдо, оно появилось во времена империи Восточная Хань. В Корее манду появились в эпоху Корё. В «Истории Корё» есть упоминание о том, как во времена царствования короля Чхунхе в 1343 году один из подданных пробрался на королевскую кухню, украл манду и был за это наказан. Название блюда «манду» присутствует в корейском трактате 1643 года «Образцы этикета ведомства приёмов» (кор. 영접도감의궤). В этом документе говорится, что манду были приготовлены и поданы в качестве угощения китайским посланникам.

## Приготовление и разновидности
Манду готовят с различной начинкой, часто комбинированной. Это мясо (свинина, птица), рыба, морепродукты, субпродукты, тофу, соевые (или машевые) проростки, репчатый лук, зелёный лук, грибы (в первую очередь шиитаке), капуста (белокочанная, пекинская), кабачки цуккини и т. д. Есть манду с кимчхи. При приготовлении и подаче используют традиционные азиатские специи: соевый соус, устричный соус, кунжутное масло.
Манду готовят разными способами: варят, парят, жарят, тушат. Жареные на сковороде или во фритюре называются кунманду (кор. 군만두); варёные на пару — чинманду (кор. 찐만두); отваренные в бульоне или воде — мульманду (кор. 물만두). Варят корейцы манду в бульоне: чаще — в рыбном, реже — в говяжьем. Тесто может быть из пшеничной или гречневой муки, содержать крахмал. Часто вместо оболочки из теста используют оболочку из рыбы, мяса, овощей. Например, в рыбных манду в качестве оболочки используется рыба. В манду из фазана или сельди илиши оболочка отсутствует вовсе (мясо фазана или сельдь мелко рубится, и формуются шарики, которые затем обваливаются в крахмале и варятся.)
Форма манду также различна. Корейцы готовят квадратные манду пхёнсу (кор. 편수); овальные манду кюасан, с защипом сверху, похожие на трепангов (кор. 규아상); кольмуманду, похожие на маленький напёрсток (кор. 골무만두); соннюманду — в виде мешочка (или граната) — (кор. 석류만두); тэманду — крупные и похожие на чебуреки (кор. 대만두); соманду — маленькие пельмени с соединёнными краями (кор. 소만두); куллимманду — без оболочки из теста, фактически шарики из начинки, обвалянные в пшеничной муке (кор. 굴림만두).
- Разновидности
- кунманду (жареные пельмени)
- чинманду (пельмени на пару)
- мульманду (варёные пельмени)
- ванманду (пельмени на пару в виде булочек)
- напчакманду (плоские пельмени)
- обычные пельмени из общепита